# Exinotis catachlora
Exinotis catachlora es una especie de mariposas de la familia Blastobasidae, la única de su género Exinotis. Fue descrita por Edward Meyrick en 1916.